# Deutsche Meisterschaften im Freiwasserschwimmen 2008
Die Internationalen Deutschen Meisterschaften im Freiwasserschwimmen fanden vom 18. bis 21. Juli 2008 im Strandbad Prienavera in Prien am Chiemsee statt und wurden vom Deutschen Schwimm-Verband veranstaltet und vom TSV 1860 Rosenheim ausgerichtet.
| Disziplin        | Männer              | Männer            | Männer     | Frauen        | Frauen                            | Frauen     |
| Disziplin        | Name                | Verein            | Zeit       | Name          | Verein                            | Zeit       |
| ---------------- | ------------------- | ----------------- | ---------- | ------------- | --------------------------------- | ---------- |
| 5 km Freiwasser  | Thomas Lurz         | SV Würzburg 05    | 0:54:19,90 | Nadine Pastor | SG EWR Rheinhessen-Mainz          | 0:15:01,08 |
| 10 km Freiwasser | Toni Franz          | SC DHfK Leipzig   | 1:57:57,78 | Nadine Pastor | SG-EWR-Rheinhessen-Mainz          | 2:03:14,52 |
| 25 km Freiwasser | Christof Wandratsch | Wacker Burghausen | 5:15:50,14 | Cathleen Rund | Schwimm-Club Wiesbaden 1911 e. V. | 5:16:07,62 |

## Randnotizen
Der Wettkampf über 10 km der Frauen wurden nach 1,25 km wegen Gewitters abgebrochen und der Stand zu diesem Zeitpunkt wurde als Rennergebnis gewertet. Der Wettkampf über 25 km der Damen und Herren wurde ebenfalls wegen Gewitters abgebrochen, zu diesem Zeitpunkt hatten die Führenden 23,75 km absolviert.
Erstmals wurden die 5 km Rennen bei Deutschen Meisterschaften als Verfolgungsrennen ausgetragen. Dabei verlassen die Teilnehmer im Abstand von 30 Sekunden in ausgeloster Reihenfolge den Startbereich. Eingeführt wurde diese Wettkampfform, da bei den folgenden Europameisterschaft in Dubruvnik die 5 km auf gleiche Weise ausgetragen werden sollten.